# Sex Hygiene
Sex Hygiene é um documentário de curta-metragem norte-americano de 1942, dirigido por John Ford e Otto Brower. Pertencia ao gênero de filme instrutivo de orientação social, que dava conselhos de comportamento adolescente e adulto, informações médias e exortações morais.

## Elenco
- Kenneth Alexander como Soldado
- Robert Conway como Soldado
- Robert Cornell como Soldado
- Richard Derr como Soldado
- Herbert Gunn como Soldado
- Robert Lowery como Jogador de bilhar nº 2
- George Reeves como Jogador de bilhar nº 1
- Robert Shaw como Jogador de bilhar
- Charles Tannen como Soldado
- Charles Trowbridge como Médico
- Basil Walker como Soldado
- Robert Weldon como Soldado